# Xabi Castillo
Xabier Castillo Aranburu (29 de marzo de 1986 en Durango, Vizcaya), conocido deportivamente como Xabi Castillo, es un exfutbolista español que jugaba en la posición de lateral izquierdo.

## Biografía
En su juventud compaginó el fútbol con la pelota vasca, deporte en el cual ganó trofeos como el ETB Kantxa Saria de Elgueta o el Cafés Baqué. Comenzó a jugar al fútbol en la ikastola Maiztegi de Yurreta, antes de incorporarse a las categorías inferiores del Athletic Club de Bilbao en 1996. Cuando llegó a la edad de cadete, el club bilbaíno le solicitó que eligiese dedicarse en exclusiva o al fútbol o a la pelota; con objeto de postergar la decisión, Castillo optó por incorporarse al equipo de su pueblo, la Cultural de Durango en 2001.
En 2004 recaló en el Sanse, filial de la Real Sociedad de San Sebastián, donde jugó dos años en Segunda división B tras un año en los juveniles del club donostiarra. Después de jugar la temporada 2006-07 cedido en la UD Las Palmas, Castillo ascendió al primer equipo de la Real Sociedad. En total jugó 74 partidos con el equipo txuri-urdin. Finalizada la campaña 2008-09, varios equipos mostraron su interés por contratar al defensa vizcaíno, pero finalmente este optó por regresar al Athletic Club. El coste del traspaso fue de un millón de euros fijos. Después de cuatro años en el conjunto rojiblanco, con una aportación escasa, el Athletic Club de forma unilateral decidió no renovarle el contrato. En cuatro años, apenas pudo disputar 57 partidos.
El 10 de julio de 2013 se hizo oficial su fichaje con la UD Las Palmas para disputar la temporada 2013/14 en Segunda División. Para la temporada 2014/15 se comprometió con el Deportivo Alavés, siendo este el último club en el que militó.
Aparte de la pelota, Castillo es muy aficionado a la velocidad. Ha competido en el Rally Sprint de Éibar varias veces.

## Clubes y estadísticas
- Actualizado el 17 de agosto de 2011.

| Temporada             | Club                   | Categoría             | Liga  | Liga  | Copa  | Copa  | Europa | Europa | Total | Total |
| Temporada             | Club                   | Categoría             | Part. | Goles | Part. | Goles | Part.  | Goles  | Part. | Goles |
| --------------------- | ---------------------- | --------------------- | ----- | ----- | ----- | ----- | ------ | ------ | ----- | ----- |
| 2004/05               | Real Sociedad B        | Segunda División B    | 21    | 0     | -     | -     | -      | -      | 21    | 0     |
| 2005/06               | Real Sociedad B        | Segunda División B    | 34    | 2     | -     | -     | -      | -      | 34    | 2     |
| 2005/06               | Real Sociedad          | Primera División      | 0     | 0     | 1     | 0     | -      | -      | 1     | 0     |
| Total Real Sociedad B | Total Real Sociedad B  | Total Real Sociedad B | 55    | 2     | 1     | 0     | -      | -      | 56    | 2     |
| 2006/07               | UD Las Palmas (cedido) | Segunda División      | 31    | 0     | 0     | 0     | -      | -      | 31    | 0     |
| Total UD Las Palmas   | Total UD Las Palmas    | Total UD Las Palmas   | 31    | 0     | 0     | 0     | -      | -      | 31    | 0     |
| 2007/08               | Real Sociedad          | Segunda División      | 35    | 0     | 1     | 0     | -      | -      | 36    | 0     |
| 2008/09               | Real Sociedad          | Segunda División      | 36    | 1     | 1     | 0     | -      | -      | 37    | 1     |
| Total Real Sociedad   | Total Real Sociedad    | Total Real Sociedad   | 71    | 1     | 3     | 0     | -      | -      | 74    | 1     |
| 2009/10               | Athletic Club          | Primera División      | 19    | 0     | 2+1   | 0     | 11     | 0      | 33    | 0     |
| 2010/11               | Athletic Club          | Primera División      | 11    | 0     | 1     | 0     | -      | -      | 12    | 0     |
| 2011/12               | Athletic Club          | Primera División      | 0     | 0     | 0     | 0     | 0      | 0      | 0     | 0     |
| 2012/13               | Athletic Club          | Primera División      | 7     | 0     | 0     | 0     | 5      | 0      | 12    | 0     |
| Total Athletic Club   | Total Athletic Club    | Total Athletic Club   | 37    | 0     | 3+1   | 0     | 16     | 0      | 57    | 0     |
| Total carrera         | Total carrera          | Total carrera         | 194   | 3     | 7+1   | 0     | 16     | 0      | 218   | 3     |